# 薛鳳鳴
薛鳳鳴（1472年—16世紀），字于岐，順天府通州寶坻縣人，民籍。明朝政治人物。

## 生平
弘治八年（1495年）順天府乡试第三十二名舉人，十二年（1499年）己未科會試第二十六名，三甲第五十四名進士，初授平阴县知县，正德三年七月选授山东道試御史，四年七月奉命巡历应天、淮扬等府，居高邮，巡历宿州，与所部指挥石玺会饮教场，投壶蹴鞠，被劉瑾缉事厂人员告发，下吏部劾治。尚书张彩认为三人同时受命巡捕，甯杲、柳尚义所捉获的盗贼功多，而凤鸣纵恣不法，应從重治罪。于是宁杲、柳尚义皆超迁佥都御史，薛凤鸣被贬编为徐州驿弓手，石玺罚米五百石。不久后，復令凤鸣巡捕如故。劉瑾伏诛后，五年（1510年）八月以瑾奸党，被黜职为民。剥籍家居后，以愛妾贈与锦衣卫钱宁，与從弟薛凤翔有怨，嗾使厂卫将凤翔下狱，刑部审理后发现有冤情，薛凤鸣被捕讯问。正德十三年（1518年）二月，薛凤鸣指使其妾（一说为二婢子）怀中藏着状纸，赴长安门鸣冤，并自缢而死。以此凤翔被判死罪，薛凤鸣出狱后，受钱宁指使，状告宝坻知县周在等数十人，俱被逮赴都察院审讯，由监察御史张士隆、许完先后审理，对证之后，周在等人无罪復职，薛凤鸣被关押入狱。钱宁又令凤鸣女状告治狱者偏枉，将张士隆、许完二人下锦衣卫狱。都御史彭泽被下旨诘责，周在等人尽数抵罪，而许完、士隆竟被贬为外任。

## 家族
曾祖薛壽二；祖薛伯祥；父薛珎，典史。母张氏。具庆下。兄鳳儀；弟鳳舉、鳳翱。